# Joan Warner
Joan Warner (Narberth, Pennsilvània, 9 de novembre de 1912 - ?) fou una cèlebre ballarina aficionada estatunidenca, que va jutjada per indecència a París l'any 1935. Fou rival de la també ballarina Sally Rand, quan ambdues ballaven a Chicago, Illinois.

## Ballarina exòtica
Joan Warner va créixer a Washington DC i va estudiar en aquesta ciutat i a la ciutat de Nova York. Va començar a ballar als tres anys. Era esvelta, força alta, molt rossa i amb els ulls blaus. Va ballar a Hollywood el 1933 abans de traslladar-se a Chicago, on va treballar al Royal Frolics. També va treballar a escenaris de Miami, Palm Beach (Florida) i Nova Orleans. Quan treballava en aquesta darrera ciutat li van oferir la possibilitat d'anar a Europa amb un productor anglès.
Va ballar sense impediments a les sales de música i als cabarets de París a partir de la primavera de 1934. Va trobar dificultats legals quan nombrosos imitadors dels seus espectacles van començar a actuar en diferents llocs. Warner apareixia principalment nua únicament en cabarets amb poca llum, on no estava especialment a prop del públic. Durant les seves actuacions portava un ventall i, de vegades, un parell de polseres de ferro. Va aparèixer al Bagdad, un restaurant dels Camps Elisis. Allà va ser arrestada i el club es va veure obligat a tancar un dia, abans de renovar la llicència. Aviat va aconseguir un compromís a l'Alcázar i a Bal Tabarin.

## Judici per immoralitat
Joan Warner va comparèixer en un tribunal francès a partir del juliol de 1935 acusada d'"ofendre la modèstia pública". La demanda va ser presentada per l'Associació per a l'Augment de la Població Francesa. Va ser citada per una violació de l'article 330 del codi francès. Es tractava de jutjar fins a quin punt una persona es podia despullar legalment en públic. També es va afirmar que durant un ball es va apropar massa a la zona destinada als espectadors.
Warner va defensar l'art de la seva forma de ballar. Va dir que estava coberta de cap a peus amb maquillatge blanc i que un drap invisible de seda d’espígol "em cobria en les meves posicions absolutament correctes". La seva defensa va ser recolzada per destacades personalitats: aviadors, novel·listes, un professor de zoologia i un pintor, Maurice de Vlaminck. Aquest últim va llegir un text sobre la nuesa artística i va dir que no li sorprenia la nuesa.
El 18 de juliol, la desena cambra correccional va multar Warner amb cinquanta francs. Es va dictaminar que "va contra la llei 330 de la República Francesa ballar nu, per molt artísticament que es pugui fer". La multa imposada, de molt poca importància, significava que el tribunal havia estat indulgent. El tribunal va indicar que les danses eren jutjades com fetes nua quan en realitat només donaven la impressió de nuesa. A més, el tribunal va explicar que era difícil distingir "entre allò que és art i allò que és obscenitat".
Va continuar treballant a França fins al començament de la Segona Guerra Mundial, quan va arribar a Nova York via Lisboa.